# Ingeborg-Bachmann-Preis 2008
Der Ingeborg-Bachmann-Preis 2008 war der 32. Wettbewerb um den Literaturpreis im Rahmen der Tage der deutschsprachigen Literatur. Die Veranstaltung fand vom 26. bis 28. Juni 2008 im Klagenfurter ORF-Theater des Landesstudios Kärnten statt. Die Veranstaltung wurde einmalig von Dieter Moor moderiert.
In diesem Jahr traten einige Reformen in Kraft, um das Format zu „straffen“. Die Zahl der Juroren wurde von neun auf sieben, die der Autoren von 18 auf 14 verringert. Zusätzlich wurde die gesamte Veranstaltung verkürzt: Aus drei Lesetagen wurden zwei, und die Abstimmung über die Preisträger wurde vom Sonntag nach den Lesetagen auf den Abend des letzten Lesetages vorverlegt. Die zeitliche Verkürzung wurde allerdings schon im Folgejahr zurückgenommen.
Eine weitere Neuerung betraf die Texte selbst. Erstmals wurden die Wettbewerbsbeiträge zeitgleich auf Deutsch, Englisch, Französisch, Italienisch, Kroatisch, Spanisch, Tschechisch und Slowenisch im Internet veröffentlicht. Die Online-Berichterstattung des ORF wurde gleichermaßen internationalisiert. Das aufwändige Projekt wurde in den Folgejahren wiederholt, 2012 aber abgesagt.
Das Weblog Riesenmaschine beteiligte sich mit einem „automatischen Literaturkritikpreis“, für den anhand einer Liste von Eigenschaften des Textes oder Autors Plus- und Minuspunkte vergeben wurden; der mit 500 Euro ausgelobte Preis ging schließlich an Tilman Rammstedt.

## Autoren

### Erster Lesetag
- Thorsten Palzhoff: Livia, vorgeschlagen von Ijoma Mangold
- Alina Bronsky: Scherbenpark (Romanauszug), vorgeschlagen von Ijoma Mangold
- Clemens J. Setz: Die Waage, vorgeschlagen von Daniela Strigl
- Angelika Reitzer: Super-8, vorgeschlagen von André Vladimir Heiz
- Martin von Arndt: Der Tod ist ein Postmann mit Hut (Romanauszug), vorgeschlagen von Alain Claude Sulzer
- Patrick Findeis: Kein schöner Land (Romanauszug), vorgeschlagen von Burkhard Spinnen
- Markus Orths: Das Zimmermädchen (Romanauszug), vorgeschlagen von Daniela Strigl

### Zweiter Lesetag
- Heike Geißler: Das luftige Leben, vorgeschlagen von Ursula März
- Sudabeh Mohafez: Im roten Meer, vorgeschlagen von Klaus Nüchtern
- Dagrun Hintze: Flugangst, vorgeschlagen von Burkhard Spinnen
- Pedro Lenz: Inland, vorgeschlagen von André Vladimir Heiz
- Ulf Erdmann Ziegler: Pomona, vorgeschlagen von Alain Claude Sulzer
- Tilman Rammstedt: Der Kaiser von China (Romanauszug), vorgeschlagen von Ursula März
- Anette Selg: Muttervaterkind, vorgeschlagen von Klaus Nüchtern

## Juroren
- André Vladimir Heiz
- Ursula März
- Ijoma Mangold
- Klaus Nüchtern
- Burkhard Spinnen (Juryvorsitz)
- Daniela Strigl
- Alain Claude Sulzer

## Preisträger
- Ingeborg-Bachmann-Preis (dotiert mit 25.000 Euro): Tilman Rammstedt
- Telekom-Austria-Preis (dotiert mit 10.000 Euro): Markus Orths
- 3sat-Preis (7.500 Euro): Patrick Findeis
- Ernst-Willner-Preis (7.000 Euro): Clemens J. Setz
- Kelag-Publikumspreis (dotiert mit 6.000 Euro): Tilman Rammstedt